# Équipe du Rwanda de rugby à XV
L'équipe du Rwanda de rugby à XV rassemble les meilleurs joueurs de rugby à XV du Rwanda et disputait annuellement la deuxième division de la coupe d'Afrique (anciennement CAR Trophy).
À la suite de la réorganisation des compétitions africaines en 2017, le Rwanda est désormais engagé en troisième division continentale (Bronze Cup).
L'emblème de l'équipe est le gorille (ingagi). Les joueurs de l'équipe sont les Silverbacks (dos argentés).

## Histoire
L'équipe du Rwanda a disputé sa première rencontre internationale contre la Zambie concédant sa première et plus lourde défaite 9-107 le 9 septembre 2003, à Lusaka.
Le match suivant le 13 septembre 2003 contre le Burundi a vu la victoire du Rwanda sur le score de 18-5.
La fédération du Rwanda a vu le jour en 2004, avant d'intégrer Rugby Afrique en 2007. Le 11 novembre 2015, elle devient membre associé à World Rugby. 

## Palmarès
- Coupe d'Afrique :
  - 2003 : 3e de la poule Sud (D2)
  - 2004 : 2e de la poule Sud (D2)
  - 2005 : 3e de la poule Sud (D2)
  - 2006 : 3e du groupe Sud A (D2)
  - 2007 : 3e du groupe Sud A (D2)
  - 2008 : Vainqueur du groupe Centre (D3)
  - 2009 : Vainqueur du groupe Centre (D3)
  - 2010 : 1er de la poule Centre (D2)
  - 2011 : 1er de la poule Sud (D2)
  - 2012 : non disputée
  - 2013 : 2e de la poule Sud (D2)
  - 2014 : 2e de la poule Sud (D2)
  - 2015 : 2e de la poule Sud-est (D2)
  - 2016 : 2e de la poule Est (D2)
  - 2017 : 2e du groupe sud (Bronze Cup)